# Lista chorążych reprezentacji Sierra Leone na igrzyskach olimpijskich
Lista chorążych reprezentacji Sierra Leone na igrzyskach olimpijskich – lista zawodników i zawodniczek reprezentacji Sierra Leone, którzy podczas ceremonii otwarcia nowożytnych igrzysk olimpijskich nieśli flagę Sierra Leone.

## Chronologiczna lista chorążych
| Lp. | Rok i miejsce     | Chorąży           | Dyscyplina    |
| --- | ----------------- | ----------------- | ------------- |
| 1   | 1968, Meksyk      | b.d.              |               |
| 2   | 1980, Moskwa      | b.d.              |               |
| 3   | 1984, Los Angeles | David Sawyerr     | Lekkoatletyka |
| 4   | 1988, Seul        | b.d.              |               |
| 5   | 1992, Barcelona   | b.d.              |               |
| 6   | 1996, Atlanta     | Eunice Barber     | Lekkoatletyka |
| 7   | 2000, Sydney      | Ekundayo Williams | Lekkoatletyka |
| 8   | 2004, Ateny       | Hawanatu Bangura  | Lekkoatletyka |
| 9   | 2008, Pekin       | Solomon Bayoh     | Lekkoatletyka |
| 10  | 2012, Londyn      | Ola Sesay         | Lekkoatletyka |
| 11  | 2016, Rio         | Bunturabie Jalloh | pływanie      |
| 12  | 2020, Tokio       | Maggie Barrie     | Lekkoatletyka |
| 12  | 2020, Tokio       | Frederick Harris  | Judo          |